# Такуарал
Такуарал (порт. Taquaral)  —  муниципалитет в Бразилии, входит в штат Сан-Паулу. Составная часть мезорегиона Рибейран-Прету. Входит в экономико-статистический  микрорегион Жаботикабал. Население составляет 2931 человек на 2006 год. Занимает площадь 54,208 км². Плотность населения — 54,1 чел./км².
Праздник города —  22 августа.

## История
Город основан в 1919 году.

## Статистика
- Валовой внутренний продукт на 2003 составляет 74.666.594,00 реалов (данные: Бразильский институт географии и статистики).
- Валовой внутренний продукт на душу населения на 2003 составляет 26.337,42 реалов (данные: Бразильский институт географии и статистики).
- Индекс развития человеческого потенциала на 2000 составляет 0,765 (данные: Программа развития ООН).